# 安立利綱
安立 利綱（あだち としつな、天保3年7月1日（1832年7月27日） - 明治25年（1892年）9月28日）は、幕末の薩摩藩士、明治期の警察官僚。福井県知事。旧姓・迫田。

## 経歴
薩摩藩士・迫田郷兵衛の二男として生まれる。明治4年10月（1871年）、東京府取締組組頭となる。権検官、大警部、権少警視と昇進した。
1877年2月、陸軍歩兵少佐兼権少警視別働第三旅団第一大隊長として西南戦争に従軍した。1879年2月、警視庁少警視に昇進。同年10月、西南戦争で戦死した安立盛行・警視庁警部補（元岡山藩士）の家を継ぎ、安立と改姓した。
1880年6月、兼消防本部副長に就任。以後、二等警視・巡査副総長、第一局長、一等警視、兼巡査総長、巡査本部長、警察本署長を歴任。
1889年2月、福井県知事に発令された。師範学校問題、士族授産問題などに取り組み、県下に市制・町村制を施行した。1891年 3月に福井県知事を非職となり退任した。

## 栄典・授章・授賞
- 1889年（明治22年）11月29日 - 大日本帝国憲法発布記念章[3]
- 1890年（明治23年）11月1日 - 従四位[4]

## 親族
- 養子 安立綱之（警視総監、貴族院議員）